# ꭎ
Cette page contient des caractères spéciaux ou non latins. S’ils s’affichent mal (▯, ?, etc.), consultez la page d’aide Unicode.
Le ꭎ, appelé u à hampe droite courte, est une lettre additionnelle latine utilisée dans la transcription phonétique d’Otto Bremer et dans la transcription phonétique de la collection « Beiträge zur schweizerdeutschen Grammatik », en particulier dans le premier volume de Jakob Vetsch (de) ou dans les volumes d’Emil Abegg (de) ou de Rudolf Hotzenköcherle.

## Utilisation

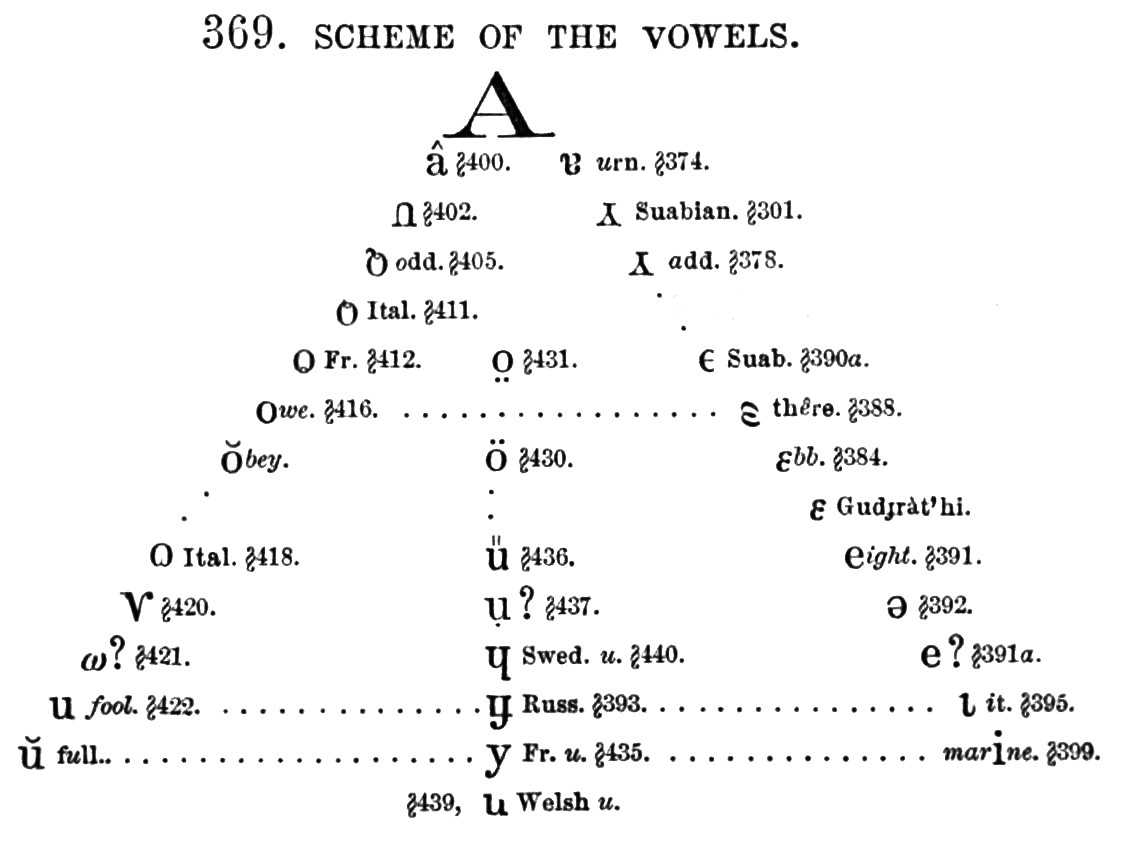
Tableau des voyelles dans Haldeman 1860.

En 1860, Samuel Stehman Haldeman utilise le u à hampe droite courte ‹ ꭎ › comme symbole phonétique dans Analytic orthography pour représenter le « u gallois »,, sand doute une voyelle fermée centrale arrondie [ʉ].
En 1898, Otto Bremer utilise le u à hampe droite courte ‹ ꭎ ›  dans sa transcription phonétique, pour représenter une voyelle pré-fermée postérieure arrondie [ʊ]. Gesinus Gerhardus Kloeke en 1913 et 1914 et Hugo Larsson en 1917 utilise ‹ ꭎ › dans une variation de la transcription de Bremer, avec les caractères romains contraiement à l’italique de Bremer.
En 1910 Jakob Vetsch dans Die Laute der Appenzeller Mundarten et en 1911 Emil Abegg dans Die Mundart von Urseren utilisent le u à hampe droite courte ‹ ꭎ › pour représenter une voyelle pré-fermée postérieure arrondie [ʊ].
Le Lexikalisches Informationssystem Österreich (LIÖ) et le Tiroler Dialektarchive utilisent un u à hampe gauche courte, au lieu d’un u à hampe droite courte, pour représenter une voyelle pré-fermée postérieure arrondie [ʊ].

### Variantes
| Formes                  | Notes |
| ----------------------- | --- |
| u à hampe droite courte | U à hampe droite courte utilisé dans la transcription de Haldeman, la transcription d’Otto Bremer, la transcription de la « Beiträge zur schweizerdeutschen Grammatik ». |
| u à hampe gauche courte | U à hampe gauche courte utilisé dans la transcription du Lexikalisches Informationssystem Österreich (LIÖ) ou du Tiroler Dialektarchive.                                 |

## Représentations informatiques
Cette lettre peut être représentée avec les caractères Unicode (Latin étendu E) suivants :
| formes    | représentations | chaînes de caractères | points de code | descriptions                                    |
| --------- | --------------- | --------------------- | -------------- | ----------------------------------------------- |
| minuscule | ꭎ               | ꭎ                     | U+AB4E         | lettre minuscule latine u à hampe droite courte |